# USS Vella Gulf (CG-72)
USS Vella Gulf (CG-72) – amerykański krążownik rakietowy typu Ticonderoga. Dwudziesta szósta jednostka tego typu, drugi okręt w historii US Navy, który nazwano dla upamiętnienia bitwy morskiej w zatoce Vella stoczonej w związku z walkami o Guadalcanal.

## Historia
Zamówienie na okręt zostało złożone 25 lutego 1988. Stępkę pod "Vella Gulf" położono 22 kwietnia 1991 w stoczni Ingalls Shipbuilding w Pascagoula w stanie Missisipi. Wodowanie okrętu miało miejsce 13 czerwca 1992, wejście do służby 12 lipca 1993. Po próbach morskich zakończonych w lutym 1998, okręt został skierowany do wykonywania misji eskortowych w ramach grup okrętów wyposażonych w lotniskowce i okręty desantowe. W czerwcu 1998 okręt wziął udział w mających miejsce na Bałtyku manewrach morskich BALTOPS. W marcu 1999 okręt działał na Adriatyku, gdzie w ramach sił międzynarodowych uczestniczył w operacji związanej z kryzysem w  Kosowie. Podczas tych działań okręt odpalał na cele serbskie pociski BGM-109 Tomahawk. Po 11 września 2001 okręt włączył się w działania związane z wojną z terroryzmem. W ramach tych działań wchodził m.in. w skład grup okrętów składających się z lotniskowców USS "George Washington" i  USS "Theodore Roosevelt". 5 stycznia 2007 okręt rozpoczął półroczną misję wraz z zespołem okrętów którego trzonem był uniwersalny okręt desantowy USS Bataan (LHD-5). Celem misji był głównie rejon Zatoki Perskiej.